# 海津市
海津市（日语：／ Kaizu shi */?）為日本岐阜縣西南部的市。位于岐阜县的最南端，西部和东部与三重县相连，东部与爱知县为邻。
揖斐川流经市中央，在河流的东边有叫“轮中”的广大平地，盛产西红柿和黄瓜等，有大片的稻田。揖斐川的西部是陡峭的养老山地，山地脚下有舒展的扇形地和平野，气候温暖，多种橘子和柿子等果树。
“千代保稻荷神社”以买卖兴隆的神而出名，一年有两百万位参拜客前来。另外，四月份举办郁金香节。市内还有国营木曾三川公园，天然温泉“海津温泉”和“水晶之汤（南浓温泉）”等等。 

## 外部連結

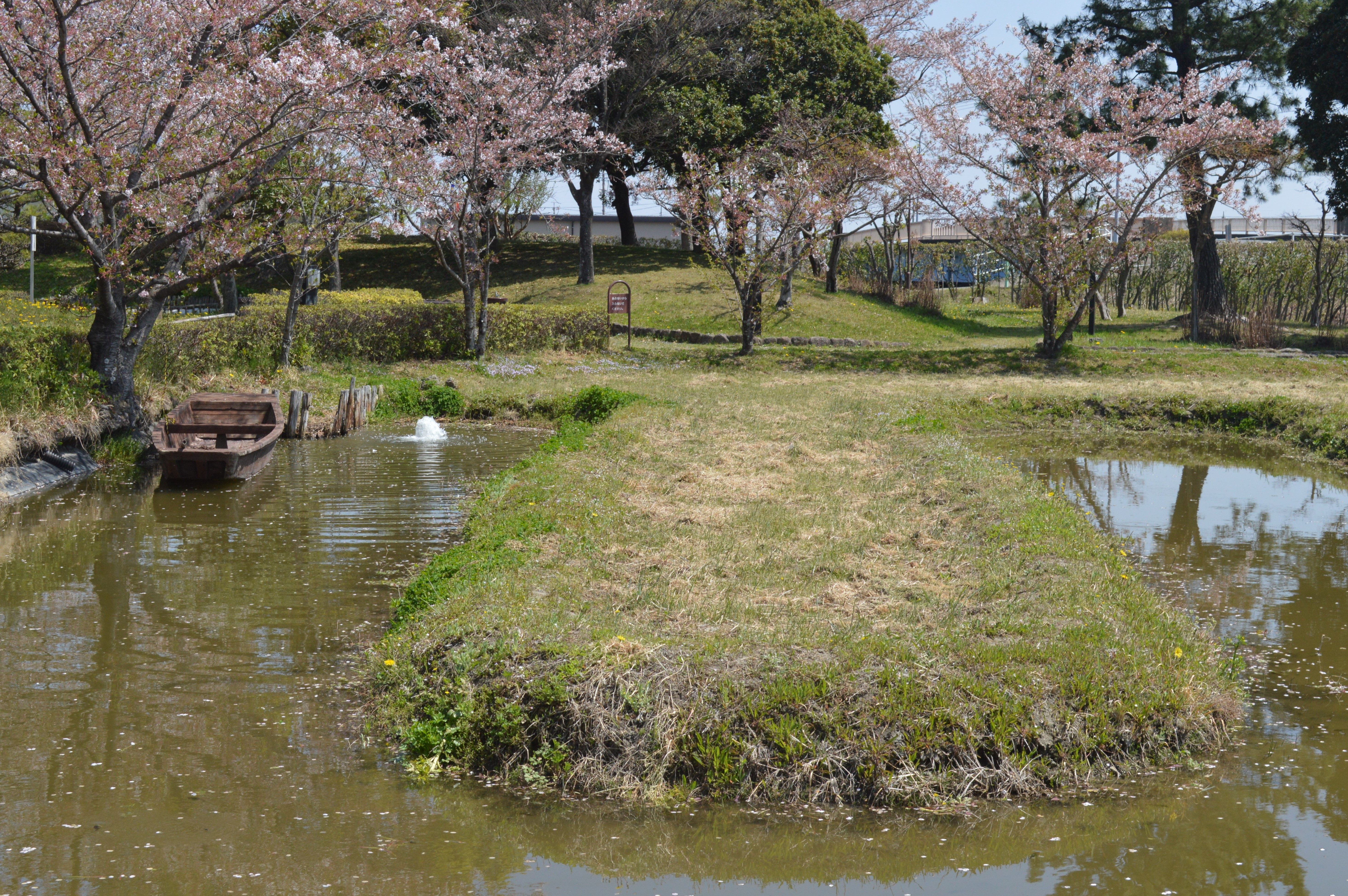
於海津市歷史民俗資料館院內重現的堀田

- 海津市 （页面存档备份，存于）